# Cmentarz w Nowotańcu
Cmentarz w Nowotańcu – cmentarz grzebalny w Nowotańcu znajduje się 400 m od drogi powiatowej nr 2212R na wzgórzu zwanym na Zamku naprzeciwko kościoła parafialnego pw. św. Mikołaja. Cmentarz został konsekrowany w roku 1784. Jego całkowita powierzchnia wynosi ok. 4 ha.  
Do rejestru zabytków nowotanieckiej nekropolii została wpisana część pomników nagrobnych m.in. nagrobki kamienne w kształcie obelisków na cokołach - Apolonii Faygiel (zm. 1804), Stefana Ostoi-Baranieckiego (zm. 1833), Kaspka [Kacper Kozma] z rzeźbą Chrystusa Króla Zbawiciela na cokole.
Na cmentarzu są pochowani: właściciel ziemski Adolf Poźniak (1848-1913), Tomasz (1848-1901) i Tekla (1850-1916) Pankiewicz, rodzice błogosławionego o. Anastazego Pankiewicza (jego samego upamiętnia symboliczna tablica na ich nagrobku), Czesław (1880-1957) i Waleria (1885-1956) Sieradzcy (Czesław był działaczem komunistycznym w 1. poł XX wieku, ojcem Tadeusza i Kazimierza, działaczy i funkcjonariuszy komunistycznych).